# Brasserie de Xertigny
La brasserie de Xertigny est une brasserie française fondée en 1864 ou 1865 par Victor Champion à Xertigny, dans les Vosges d'abord sous le nom de « Brasserie de la Cense » puis « Brasserie Trivier-Champion ».
Rachetée par la brasserie de Champigneulles puis intégrée à la société européenne de brasserie en 1959, l'usine de Xertigny ferme définitivement ses portes le 30 septembre 1966.